# 와카야마성

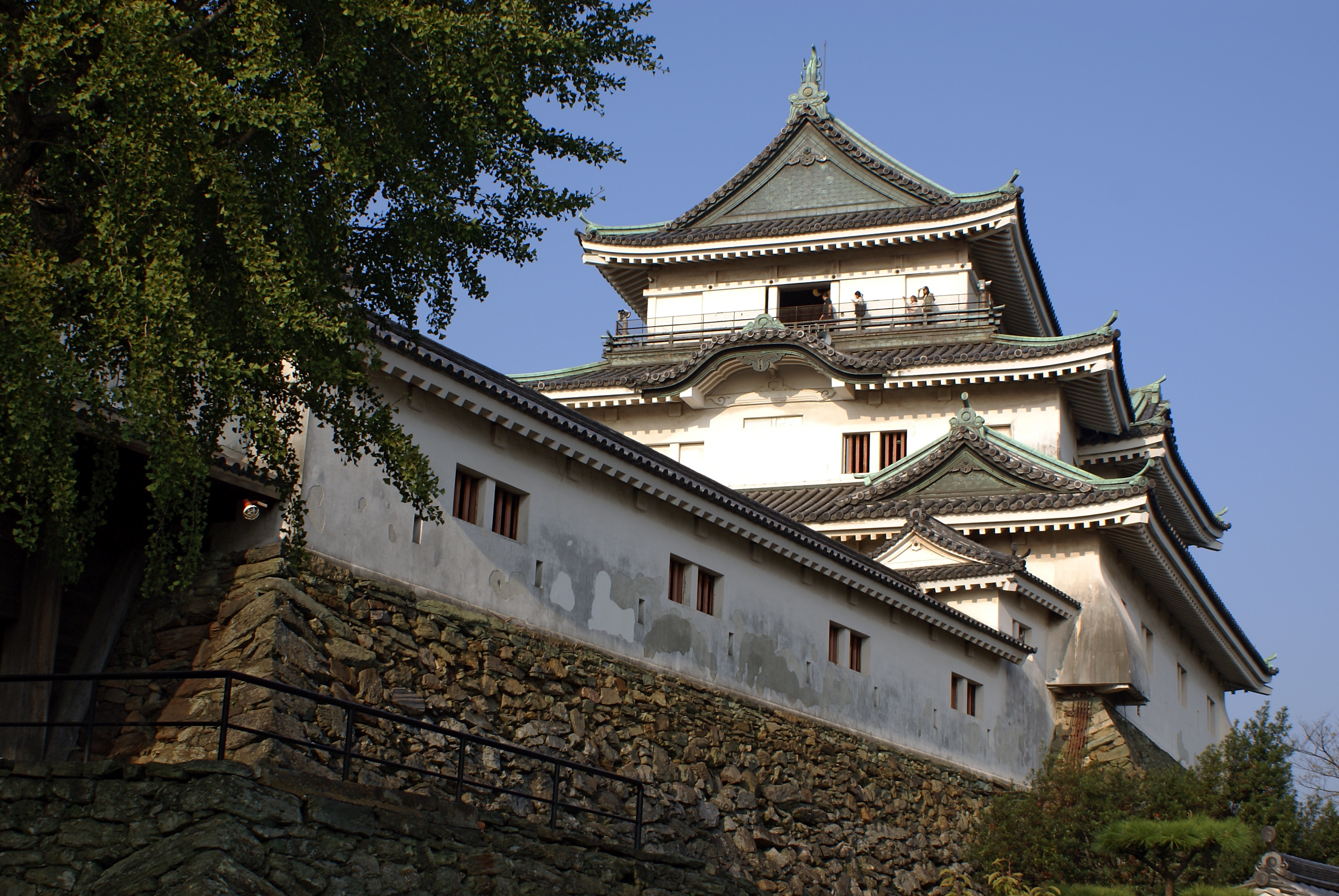
대천수

와카야마성(일본어: 和歌山城 와카야마조[*])은 와카야마현 와카야마시 1번 정에 있는 평산성이다. 성이 도라후스산(虎伏山)에 지어졌기 때문에 도라후스성(虎伏城)이라는 이명을 가지고 있다. 또, 다케가키성(竹垣城)이라는 이명도 가지고 있다. 에도 시대에는 와카야마 번의 번청으로 사용되었으며, 도쿠가와 고산케 중 기슈 도쿠가와가의 거성이기도 했다. 성의 주요 건조물 중 몇동은 중요문화재로 지정되었으며, 성터는 국가 사적으로 지정되어 있다.

## 개요
와카야마 시 중앙에 위치한 높이 48.9 m의 도라후스산에 지어졌다. 덧붙여 도라후스산은 “바다 쪽에서 보면, 산의 형상이 꼭 호랑이가 웅크린 모습을 하고 있다.” 하여 도라후스(虎伏)라는 이름이 붙여졌으며, 이 도라후스산에 성을 조성했기 때문에 와카야마성은 도라후스성이라는 별칭이 생겼다. 성의 북쪽에 흐르는 기노강을 천연의 해자로 삼았고, 혼마루 중심으로 북쪽에는 니노마루와 니시노마루, 산노마루를, 남쪽에는 미나미노 마루를 두었으며, 서쪽에는 스나노마루를 둔 제곽식 평산성이다. 특이하게도 혼마루에는 덴슈쿠루와라는 별도의 공간이 있다.
1585년 도요토미 히데요시의 동생 도요토미 히데나가가 성을 축조한 것을 시작으로 성이 증축되기 시작해, 도쿠가와 이에야스의 10남 도쿠가와 요리노부가 성주 부임한 이후 대규모로 개축되었다. 또, 이 시기 성하 마을을 확장해 대규모의 성곽도시를 구현하려하지만, 불행히도 이런 일연의 공사는 막부의 우려를 샀고, 기슈 도쿠가와 가문의 가신 안도 나오쓰구의 변론에 의해 일단락되었다. 이런 연유로 외측 해자 확장 공사는 중단되어 현재 호리도메(堀止)라는 지명으로 남아 있다. 그 후 성은 몇 번의 화재가 있었지만, 그때그때 재건되었다. 성터는 번영기를 구가했던 때의 1/4 정도의 면적이다.
그 밖에도 성의 석벽은 각기 다른 방식으로 쌓아져 있으며, 석벽의 돌 중 각인된 돌을 찾을 수 있다. 또, 그 모양은 약 170종류에 이르며, 약 2,100개 이상의 돌이 확인되었다. 돌의 대부분은 이즈미이시(和泉石)이다.
현재 혼마루와 니노마루가 와카야마 공원으로 정비되어, 혼마루 남서부에는 와카야마 현 호국신사가 있으며, 미나미노마루에는 와카야마 공원 동물원이 있다. 산노마루 터에는 주요 관공서를 비롯 학교, 상업시설, 미술관 및 박물관 등이 있다.
성의 오카구치 문과 토담은 국가 중요문화재로 지정되어 있으며, 니노마루의 녹나무는 와카야마현 지정 특별천연기념물이다. 또, 석벽과 해자도 잘 보존되어 있으며, 천수를 비롯 망루, 문 등이 복원되어 있다.